# Aile de Flore
Aile de Flore (křídlo Flore) je křídlo paláce Louvre umístěné v přístavbě pavilonu Sessions a vedoucí do pavilonu Flore. Nyní je využíváno různými institucemi. V přízemí, prvním patře a suterénu sídlí École du Louvre, zatímco ve druhém patře jsou depozitáře a kanceláře grafického oddělení muzea Louvre.

## Historie
Křídlo Flore, stejně jako křídlo Denon a pavilony Sessions, Lesdiguières a Trémoille, bylo původně součástí tzv. Velké galerie postavené za Karla IX. a Jindřicha IV. za účelem propojení Louvru s palácem Tuileries. Následně bylo výrazně přestavěno. Za Prvního císařství v letech 1804-1811 přeměnili architekti Charles Percier a Pierre-François-Léonard Fontaine tuto část Velké galerie na křídlo. Jako vzor sloužilo protilehlé křídlo Marsan. Za Druhého císařství bylo křídlo Flore dostavěno do dnešní podoby, stejně jako křídlo Marsan. Tato přestavba křídel architektů Fontaina a Perciera byla součástí rozsáhlého programu rekonstrukce paláce Louvre.

Mapa paláce Louvre, Pavillon de Flore a Aile de Flore jsou zobrazeny červeně vlevo dole.

## Architektura
Křídlo Flore v dnešním stavu je dílem architekta Hectora Lefuela, který na tomto křídle pracoval v letech 1861-1866. Výzdobou fasád byli pověřeni Jean-Baptiste Carpeaux (fasáda na straně k Seině) a Pierre-Jules Cavelier (fasáda na straně k paláci Tuileries).